# В'єтнамська вислобрюха свиня
В'єтнамська вислобрюха свиня — порода свійських свиней. Регіон походження породи — Південно-Східна Азія.

## Походження та історія породи
В'єтнамські вислобрюхі свині вперше були завезені в Східну Європу і Канаду в 1985 році з В'єтнаму. В даний час триває активна робота щодо поліпшення цієї породи в бік збільшення розмірів і відсотка м'язової маси. Найбільш активно племінна робота ведеться в Канаді, Угорщині й Україні. 
У російськомовній літературі та інтернеті в'єтнамську вислобрюху іноді називають «мангал» — ця назва є помилковою, в Угорщині дійсно розводять місцеву породу "Мангалиця", але з в'єтнамською вислобрюхою ця порода зв'язку не має.
У п'ятій книзі "Хранительки загублених міст: Арктос" Шеннон Мессенджер порівнює з вислобрюхою свинею імператрицю тролів Перніл.